# Франц Рајнер
Франц Рајнер (словен. Franc Rainer; рођен је у Брестаници, 23. март 1902, преминуо је 6. септембар 1991. у Љубљани, Словенија) био је професор шумарства, стручњак за пошумљавање и одбрану од бујица.

## Биографија
Основну школу похађао је у Крању (1908−1912), реалну гимназију у Љубљани (матурирао 1919), студирао је техничке науке у Љубљани (1919/1929), Брну (1920−1922) и Лавову (1922), као и шумарство у високој школи у Брну (1922−1926). Усавршавао се у Француској, Сјеверној Африци и Швајцарској (као стипендиста FAO).
Од 1927. служио је у различитим шумарским установама: у Марибору, Љубљани, Бањалуци, Београду при Министарству шума и руда (1937−1941). Током свог боравка у Бањој Луци радио је на пошумљавању Бањ брда, гдје је 1937. године уредио и каптирао прво извориште на овом подручју које и данас носи његово име (Рајнерово врело). Почетак Другог свјетског рата провео је у њемачком заточеништву, затим у Радовљици при управи за одбрану од бујица, а у априлу 1944. се прикључио партизанима. После рата радио је у владиним одељењима до 1952. године (шеф шумарског одељења за Ново место при Министарству шумарства, шеф шумарске групе у Секретаријату за координацију шумарства Народне републике Словеније (НРС) и Дирекцији за унапређење производње у Планској комисији НРС). Од 1952. године био је ванредни професор на Пољопривредном, шумарском и ветеринарском факултету Универзитета у Љубљани, гдје је организовао Катедру за регулацију бујичних подручја. У годинама 1962−1973 био је редовни професор и истраживач у области заштите земљишта од ерозије и смиривања бујица на бази биолошких метода. Године 1954−1955. био је шеф Одсјека за шумарство, током 1957−1959 био је декан и продекан Биотехничког факултета.
Био је југословенски делегат у FAO-у за област управљања бујицама (17 година), активно учествовао на симпозијумима и стручним састанцима у земљи и иностранству. Аутор је више радова, реферата и пројеката (уређење горњег тока реке Саве, реке Савиње у Логарској долини, Цељу, итд.). Конструисао механичку рампу за утовар и истовар моторних возила – Rainerjeva nakladalnica.
Аутор је публикације "Утицај шума на водни режим", Љубљана, 1950. као и више научних и стручних радова.

## Одликовања и признања
Био је почасни члан Удружења инжењера и техничара шумарства и обраде дрвета Словеније (1970), Југословенског друштва за проучавања земљишта (1971). За животно дјело добио је Јесенково признање (1974), плакету 30. годишњице Биотехничког факултета Архивирано на веб-сајту  (30. мај 2019) (1977) и неколико државних одликовања међу којима: Орден за храброст (1946), Орден заслуга за народ III реда. (1946).